# Helmut Höflehner
Helmut Höflehner (* 24. November 1959 in Gumpenberg, Gemeinde Haus im Ennstal) ist ein ehemaliger österreichischer Skirennläufer. Der Abfahrtsspezialist gewann zehn Rennen im Weltcup und in den Saisonen 1984/85 sowie 1989/90 den Abfahrtsweltcup. Bei Großereignissen blieb der zweifache österreichische Meister ohne Medaille, sein bestes Ergebnis bei Olympischen Spielen und Weltmeisterschaften war der fünfte Platz in Sarajevo 1984.

## Biografie

### Anfänge und erster Abfahrtsweltcupsieg (bis 1985)
Höflehner stand im Alter von vier Jahren erstmals auf Skiern und feierte als Elfjähriger einen ersten Sieg bei einer Bezirksmeisterschaft. Weitere Siege im Landescup und die Aufnahme in den Kader des Steirischen Skiverbandes folgten. Mitte der 1970er-Jahre kam der gelernte Kfz-Mechaniker in den Kader des Österreichischen Skiverbandes (ÖSV). Seit damals lag sein Hauptaugenmerk auf der Abfahrt. Sein Weltcupdebüt gab Höflehner am 20. Jänner 1978 auf der Streif in Kitzbühel. In dieser Ersatzabfahrt für Heavenly Valley belegte er den 33. Platz. Knapp zwei Jahre später gewann er am 6. Jänner 1980 mit Platz 13 in der Abfahrt von Pra-Loup die ersten Weltcuppunkte, zum Ende der Saison 1979/80 erreichte er als Sechster in Lake Louise das erste Top-10-Ergebnis.
Zahlreiche weitere Top-10-Platzierungen, und damit auch Top-10-Plätze im Abfahrtsweltcup, gelangen Höflehner in den nächsten beiden Jahren, ehe er am 6. März 1982 als Dritter der Abfahrt von Aspen zum ersten Mal auf dem Podest stand. Im Vormonat hatte Höflehner erstmals an einem Großereignis, den Weltmeisterschaften 1982 in seiner unmittelbaren Heimat Schladming, teilgenommen, bei der er aber nur in der Kombination zum Einsatz kam, die er – mit der fünftschnellsten Abfahrtszeit – an 17. Stelle beendete. In seiner Spezialdisziplin konnte er sich im starken österreichischen Abfahrtsteam mit Franz Klammer, Harti Weirather, Erwin Resch und anderen noch nicht für einen WM-Start qualifizieren. Auch im Weltcup nahm Höflehner neben der Abfahrt mehrmals an Kombinationen teil. In dieser Disziplin erreichte er von Dezember 1982 bis Februar 1986 insgesamt vier Top-10-Ergebnisse.
Nachdem Höflehner auch in der Saison 1982/83 Dritter in Aspen wurde und damit seinen zweiten Podestplatz erreicht hatte, feierte er am 12. März 1983 in der letzten Abfahrt des Winters in Lake Louise seinen ersten Weltcupsieg. Der zweite Sieg folgte im nächsten Winter am 2. Februar 1984 in Cortina d’Ampezzo, womit er sich auch einen Fixstartplatz bei den sechs Tage später beginnenden Olympischen Winterspielen 1984 in Sarajevo sicherte. Dort fuhr er als zweitbester Österreicher und zeitgleich mit dem Schweizer Urs Räber auf den fünften Platz. Zudem gewann er 1984 seinen ersten von zwei österreichischen Meistertiteln in der Abfahrt.
Die folgende Saison 1984/85 wurde zu seiner vorerst erfolgreichsten: Höflehner begann den Winter mit einem Sieg auf der Saslong in Gröden, gewann im Jänner am Lauberhorn in Wengen (Ersatzabfahrt für Bormio) sowie bei den Arlberg-Kandahar-Rennen in Garmisch-Partenkirchen und stand als Zweiter der Hahnenkammabfahrt in Kitzbühel sowie Dritter der Abfahrt von Panorama weitere zwei Mal auf dem Podest. Damit sicherte er sich mit einem Vorsprung von fünf Punkten auf den Schweizer Peter Müller den Gewinn des Abfahrtsweltcups. Bei den Weltmeisterschaften 1985 in Bormio zählte Höflehner somit auch zum engsten Favoritenkreis, doch musste er sich auf der Pista Stelvio mit dem siebten Platz begnügen.

### Formtief und Comeback (1985–1990)
Im ersten Rennen der folgenden Saison 1985/86, die bereits während des europäischen Sommers mit zwei Abfahrten im argentinischen Las Leñas begann, belegte Höflehner den dritten Rang, der dann allerdings für die nächsten drei Jahre sein letzter Podestplatz blieb. Im Winter 1985/86 sowie in der Saison 1986/87 erzielte er zwar noch mehrere Top-10-Platzierungen, kam aber im Abfahrtsweltcup erstmals seit 1980 nicht unter die besten zehn. Nur knapp gelang ihm innerhalb des ÖSV-Teams die Qualifikation für die Weltmeisterschaften 1987 in Crans-Montana, bei der er 14. in der Abfahrt wurde. Als Höflehner im Winter 1987/88 überhaupt ohne Top-10-Resultat blieb und nur in zwei Abfahrten sowie erstmals auch in zwei Super-G punkten konnte, stand er kurz vor der Eliminierung aus dem ÖSV-Kader, die nur durch Cheftrainer Hans Pum verhindert wurde.
Höflehner rechtfertigte das in ihn gesetzte Vertrauen und fand unter Abfahrtstrainer Kurt Hoch, ebenfalls ein Steirer, sowie nach einem Wechsel der Skimarke in der Saison 1988/89 wieder zur Weltspitze zurück. Er gewann am 10. Dezember 1988 die Abfahrt von Gröden und feierte damit seinen insgesamt sechsten Weltcupsieg, zugleich den ersten seit knapp vier Jahren. Damit beendete er auch die Durststrecke der gesamten österreichischen Abfahrtsmannschaft, die seit Anton Steiner im März 1986 keinen Weltcupsieg mehr verbuchen konnte. Diesen Erfolg bestätigte Höflehner zwölf Tage später, als er auch die Abfahrt von St. Anton gewann. Im Jänner folgte ein dritter Platz in Laax und bis Saisonende weitere vier Top-10-Plätze in Abfahrten, womit er hinter dem für Luxemburg startenden Vorarlberger Marc Girardelli den zweiten Rang im Abfahrtsweltcup erreichte – nach Rang 37 ein Jahr zuvor. Auch im Super-G fuhr Höflehner zweimal unter die besten zehn, womit er in dieser Disziplinenwertung Vierzehnter und im Gesamtweltcup Achter wurde. Die Weltmeisterschaften 1989 in Vail verlief jedoch enttäuschend für ihn und alle österreichischen Abfahrer: Als bester Österreicher belegte Höflehner den siebten Platz.
Noch erfolgreicher als der letzte verlief der Weltcupwinter 1989/90: Höflehner fuhr in sieben der neun Saisonabfahrten auf das Podest und feierte Ende Jänner/Anfang Februar innerhalb von neun Tagen drei Siege in den beiden Abfahrten von Val-d’Isère sowie in der zweiten Abfahrt von Cortina d’Ampezzo. Damit sicherte er sich schon vorzeitig den Gewinn des Abfahrtsweltcups – zum zweiten Mal nach 1984/85 –, den er schließlich mit 46 Punkten Vorsprung auf den Norweger Atle Skårdal für sich entschied. Mit wenigen zusätzlichen Weltcuppunkten aus dem Super-G – in dieser Disziplin punktete er in diesem Winter zum letzten Mal, ehe er sich in den letzten Jahren seiner Karriere nur noch auf die Abfahrt konzentrierte – erreichte er außerdem den fünften Platz im Gesamtweltcup.

### Die letzten Jahre im Weltcup (1990–1994)
In der Saison 1990/91 gewann Höflehner erst im Jänner seine ersten Weltcuppunkte, als er Vierter in Garmisch-Partenkirchen und Fünfter in Kitzbühel wurde. Dennoch gehörte er auch bei den Weltmeisterschaften 1991 in Saalbach-Hinterglemm zum engsten Favoritenkreis. Dort blieb ihm ein Medaillengewinn bei Großereignissen allerdings neuerlich verwehrt: Schon während des Anschiebens beim Start blieb er mit seinen Stöcken zwischen den Skiern hängen, beim dritten Tor kam der endgültige Ausfall. Nach der verpatzten WM gelangen Höflehner noch zwei dritte Plätze in Aspen und Lake Louise, den Abfahrtsweltcup beendete er an vierter Position.
Auch die Saison 1991/92 begann wie das Vorjahr mit schwächeren Resultaten, aber mit den Rängen sechs und vier in Kitzbühel sowie dem dritten Platz in der Lauberhornabfahrt von Wengen – seinem letzten Podestplatz im Weltcup – konnte sich Höflehner innerhalb des österreichischen Teams doch noch für die Olympischen Winterspiele 1992 in Albertville qualifizieren. Die aufsteigende Form der Weltcuprennen zuvor konnte Höflehner allerdings bei den Spielen nicht umsetzen, er belegte lediglich den 17. Abfahrtsrang.
In den folgenden Saisonen 1992/93 und 1993/94 konnte Höflehner kaum noch an die vergangenen Jahre anschließen. 1992/93 fuhr er noch dreimal unter die schnellsten zehn, während er 1993/94 nur in einem Rennen unter die besten 20 kam, dabei aber mit dem vierten Platz in Chamonix noch einmal auf sich aufmerksam machte. Die Qualifikation für die Olympischen Winterspiele 1994 in Lillehammer gelang ihm nicht mehr, mit Ende der Saison 1993/94 beendete er im Alter von 34 Jahren seine Karriere. Heute betreibt Höflehner, der verheiratet ist und zwei Kinder hat, zwei Sesselbahnen („Höfi-Express“) im Skigebiet Hauser Kaibling.

## Erfolge

### Olympische Winterspiele
- Sarajevo 1984: 5. Abfahrt
- Albertville 1992: 17. Abfahrt

### Weltmeisterschaften
- Schladming 1982: 17. Kombination
- Bormio 1985: 7. Abfahrt
- Crans-Montana 1987: 14. Abfahrt
- Vail 1989: 7. Abfahrt
- Saalbach-Hinterglemm 1991: DNF Abfahrt

### Weltcupwertungen
Helmut Höflehner gewann zweimal die Disziplinenwertung in der Abfahrt
| Saison  | Gesamt | Gesamt | Abfahrt | Abfahrt | Super-G | Super-G | Kombination | Kombination |
| Saison  | Platz  | Punkte | Platz   | Punkte  | Platz   | Punkte  | Platz       | Punkte      |
| ------- | ------ | ------ | ------- | ------- | ------- | ------- | ----------- | ----------- |
| 1979/80 | 53.    | 17     | 17.     | 17      | –       | –       | –           | –           |
| 1980/81 | 30.    | 47     | 9.      | 47      | –       | –       | –           | –           |
| 1981/82 | 24.    | 51     | 9.      | 51      | –       | –       | –           | –           |
| 1982/83 | 24.    | 74     | 10.     | 65      | –       | –       | 21.         | 9           |
| 1983/84 | 15.    | 85     | 6.      | 74      | –       | –       | 18.         | 11          |
| 1984/85 | 8.     | 116    | 1.      | 110     | –       | –       | 32.         | 6           |
| 1985/86 | 28.    | 71     | 12.     | 50      | –       | –       | 15.         | 21          |
| 1986/87 | 42.    | 31     | 13.     | 36      | –       | –       | –           | –           |
| 1987/88 | 69.    | 12     | 37.     | 6       | 25.     | 6       | –           | –           |
| 1988/89 | 8.     | 126    | 2.      | 112     | 14.     | 14      | –           | –           |
| 1989/90 | 5.     | 174    | 1.      | 166     | 26.     | 8       | –           | –           |
| 1990/91 | 20.    | 64     | 4.      | 64      | –       | –       | –           | –           |
| 1991/92 | 39.    | 249    | 11.     | 249     | –       | –       | –           | –           |
| 1992/93 | 58.    | 136    | 24.     | 136     | –       | –       | –           | –           |
| 1993/94 | 74.    | 71     | 29.     | 71      | –       | –       | –           | –           |

### Weltcupsiege
Höflehner errang 25 Podestplätze, davon 10 Siege:
| Datum             | Ort                    | Land        | Disziplin |
| ----------------- | ---------------------- | ----------- | --------- |
| 12. März 1983     | Lake Louise            | Kanada      | Abfahrt   |
| 2. Februar 1984   | Cortina d’Ampezzo      | Italien     | Abfahrt   |
| 15. Dezember 1984 | Gröden                 | Italien     | Abfahrt   |
| 18. Jänner 1985   | Wengen                 | Schweiz     | Abfahrt   |
| 26. Jänner 1985   | Garmisch-Partenkirchen | Deutschland | Abfahrt   |
| 10. Dezember 1988 | Gröden                 | Italien     | Abfahrt   |
| 22. Dezember 1988 | St. Anton              | Österreich  | Abfahrt   |
| 27. Jänner 1990   | Val-d’Isère            | Frankreich  | Abfahrt   |
| 29. Jänner 1990   | Val-d’Isère            | Frankreich  | Abfahrt   |
| 4. Februar 1990   | Cortina d’Ampezzo      | Italien     | Abfahrt   |

### Österreichische Meisterschaften
- Zweifacher österreichischer Meister in der Abfahrt 1984 und 1993